# Klutlan-Gletscher
Der Klutlan-Gletscher ist ein 85 km langer Talgletscher im Wrangell-St.-Elias-Nationalpark. 
Sein Nährgebiet liegt an der Ostflanke von Mount Churchill und Mount Bona. Er fließt ostwärts, vorbei am Mount Natazhat, über die Grenze von Alaska zum kanadischen Territorium Yukon und bildet dort das Quellgebiet des Generc River, einem Nebenfluss des White River. Größere Tributärgletscher sind Nesham- und Brabazon-Gletscher, beide von rechts.